# Fernandocrambus loxia
Fernandocrambus loxia là một loài bướm đêm trong họ Crambidae.